# Paul Smolensky
Paul Smolensky (5 de maio de 1955) é um linguista estadunidense. Ele é, ao lado de Alan Prince, o desenvolvedor da teoria da otimidade, um dos principais desdobramentos da teoria gerativo-transformacional aplicados inicialmente à análise fonológica e ampliada à sintaxe e à semântica.
Smolensky é também membro da Universidade Johns Hopkins e recebeu em 2005 o Prêmio Rumelhart pela relevância nos trabalhos articulando linguagem e cognição.